# 林筱淇
林筱淇（1978年4月13日—），中華民國政治人物，台灣民眾黨籍，逢甲大學商學院兼任助理教授。曾任臺中市政府有給職顧問兼臺中市影視發展基金會執行長、臺中市政府觀光旅遊局局長兼市府發言人、臺北市政府副發言人、悠遊卡公司發言人、2014年及2018年柯文哲競選辦公室發言人。

## 经历
2014年，林筱淇經由「青年海選計畫」進入柯文哲競選辦公室擔任發言人。2015年，林筱淇擔任悠遊卡公司發言人兼董事長特別助理，同年因董事長辭職，宣布辭去悠遊卡公司發言人職務。
2018年，林筱淇擔任臺北市政府副發言人。同年擔任柯文哲競選辦公室發言人，在競選期間製作並主持《我想是這樣啦》網路節目。
2018年12月，林筱淇加入台中市盧秀燕市府，任臺中市政府觀光旅遊局局長兼市府發言人。2021年4月轉任臺中市政府有給職顧問，並兼任臺中市影視發展基金會執行長。2022年12月，林筱淇停止在臺中市政府任職。
2023年6月，林筱淇開始爭取台灣民眾黨全國不分區及僑居國外國民選區立法委員提名，並於11月30日公告不分區名單時確認位列第21。

## 著作
2023年出版《洞見思路·定義自己：24個改變人生視角的體悟》一書，內容描寫過去從企業界轉投向政治及公共事務的心路歷程，書中提及是在2013年參加柯文哲與林佳龍的論壇後從政。

## 選舉紀錄
| 年度 | 選舉屆數             | 選舉區                                 | 所屬政黨   | 得票數    | 得票率 | 當選標記 | 備註             |
| ---- | -------------------- | -------------------------------------- | ---------- | --------- | ------ | -------- | ---------------- |
| 2024 | 第十一屆立法委員選舉 | 全國不分區及僑居國外國民立法委員選舉區 | 臺灣民眾黨 | 3,040,615 | 22.07% |          | 排名第21 當選8名 |

## 外部連結
- 林筱淇的Facebook專頁
- 林筱淇的Instagram帳戶
- YouTube上的林筱淇頻道 （繁體中文）
- YouTube上的林筱淇頻道 （繁體中文）